# Red Garland

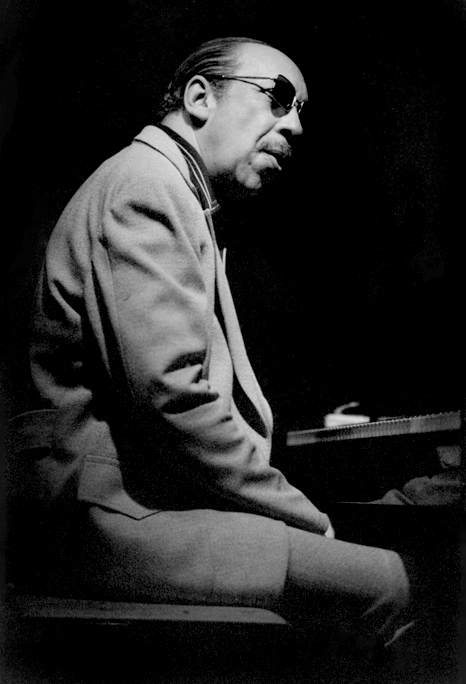
Red Garland, 1978.

Red Garland, född 13 maj 1923 i Dallas, Texas, död 23 april 1984 i samma stad, var en amerikansk jazzpianist. Han blev känd för att introducera "block chords" inom jazzen.
Under åren 1955-1958 spelade han tillsammans med Miles Davis på album som Walkin' ,  'Round About Midnight och Milestones. Han släppte också ett flertal skivor som orkesterledare med The Red Garland Trio där Paul Chambers (bas) och Art Taylor (trummor) ingick.